# Glenn Foster
Glenn Foster (Chicago, 31 maggio 1990 – Northport, 6 dicembre 2021) è stato un giocatore di football americano statunitense che ha giocato nel ruolo di defensive end per i New Orleans Saints della National Football League (NFL). Al college giocò a football prima all'Università dell'Illinois - Urbana-Champaign.

## Carriera professionistica

### New Orleans Saints
Dopo non essere stato scelto nel Draft NFL 2013, Foster firmò con i New Orleans Saints. Debuttò come professionista nella vittoria della settimana 3 contro gli Arizona Cardinals mettendo a segno un sack su Carson Palmer. Nella sua prima annata fece registrare altri due sack: uno nella settimana contro i Buffalo Bills e l'altro due settimane dopo contro i Dallas Cowboys, gare entrambe vinte dai Saints. Nella sua stagione da rookie disputò complessivamente 12 presenze, nessuna come titolare, con 7 tackle.
Foster è morto il 6 dicembre 2021 nella Contea di Pickens, in Alabama, in circostanze non ben definite.

## Statistiche
| Partite totali      | 12  |
| Partite da titolare | 0   |
| Tackle              | 7   |
| Sack                | 3,0 |
| Intercetti          | 0   |

Statistiche aggiornate alla stagione 2013